# Orazio Michi dell'Arpa
Orazio Michi « dell'Arpa » est un harpiste, compositeur et maître de chapelle italien né en 1594 (ou 1595) à Alife et mort le 26 octobre 1641 à Rome. 

## Biographie
Né à Alife, dans l'actuelle région de Campanie, alors dans le royaume de Naples, en 1594 (ou 1595 selon les sources), Orazio Michi s'installe en 1613 à Rome où il commence sa carrière de harpiste, de maître de chapelle et de compositeur pour la harpe chromatique. Considéré comme l'un des plus talentueux de tous les temps, il est l'un des premiers à jouer de la harpe à triple rang de cordes dont il est l'inventeur en collaboration avec le Napolitain Luca Antonio Eustachio, camérier du pape Paul V, grand amateur de cet instrument.
À Rome, il est au service du riche et munificent cardinal Alessandro Damasceni Peretti de Montalto puis du cardinal Maurice de Savoie. Il meurt dans cette ville en 1641 et, comme le prévoit son testament spirituel, il est enseveli dans l'église romaine de Santa Maria in Vallicella à laquelle il laisse la majeure partie du considérable patrimoine qu'il a accumulé. Son village natal lui a dédié une rue et sa place centrale.

## Œuvre
Orazio Michi compose environ une centaine de pièces vocales (canzonette, arie, madrigaux). Cinq de ses compositions sont publiées dans la Raccolta d’arie spirituali a una, due e tre voci di diversi eccellentissimi autori raccolte e date in luce da Vincenzo Bianchi publié à Rome en 1640. Les manuscrits des œuvres restantes sont dispersées entre le musée international et bibliothèque de la Musique de Bologne, la Bibliothèque nationale centrale de Rome, la Bibliothèque Casanatense, la Bibliothèque apostolique vaticane, les Archives Borromeo à Isola Bella et la Bibliothèque nationale de Prague.